# Кодикологія
Кодикологія — спеціальна історична дисципліна, предметом якої є вивчення написаної на пергаменті чи папері рукописної книги, як пам'ятки матеріальної та духовної культури.

## Історія
У праці вченого Б.Монфокона «Бібліотека бібліотек» (1739 рік) вперше було піднято проблематику кодикологічного вивчення книги. Термін «кодикологія» набув поширення в 1920—30-х роках завдяки французькому досліднику Шорлю Самарану і його школі. 
Лише протягом 1940–50 років кодикологія стала самостійною історико-філологічною дисципліною, відокремившись від палеографії. В 1949 році Альфонс Ден у праці «Les manuscrits» ввів термін «кодикологія» в науковий обіг (предметом вивчення нової науки стала рукописна книга, як пам'ятка певної культури). Теоретична розробка проблеми і предмету кодикології латинської книги належить Франсуа Мазе. У 1960-ті роки продовжують розробку теоретичного підґрунтя кодикології як науки Жільбер Уї, Альберт Хрюйс, Леон Жілісен. Видаються різноманітні спеціалізовані журнали такі як «Scriptorium» (з 1946 року), «Manuscripta» (з 1957), «Revue d’Histoire des Textes» (з 1971).

## Складові
Кодикологія як дисципліна має теоретичну і практичну складові. Теоретична складова охоплює вивчення рукописної традиції, історії скрипторіїв (майстерень, де переписувалися книги), тенденцій розвитку рукописно-книжної культури. Практична складова охоплює дослідження технологій виготовлення рукописної книги, організації тексту, походження книги та її долі.

## Зв'язок з іншими науками
Кодикологія має зв'язки з такими спеціальними історичними дисциплінами як: джерелознавство, палеографія, археографія, текстологія, дипломатика, книгознавство, філігранологія та іншими.